# Józef Michalski (rugbysta)
Józef Michalski (ur. 4 sierpnia 1941 w Poznaniu, zm. 29 stycznia 2019 tamże) – polski rugbysta występujący w pierwszej linii młyna, wielokrotny medalista mistrzostw kraju, reprezentant Polski, następnie trener.
Występował w pierwszej linii młyna. Przez pięć lat związany był z Posnanią, z którą zdobył srebro i brąz mistrzostw kraju (odpowiednio w 1962 i 1963 roku), większe sukcesy odniósł podczas piętnastoletniej kariery w Polonii Poznań. Prócz pięciu Pucharów Polski (1971, 1975, 1978, 1979, 1980) także pięciokrotnie (1971, 1974, 1975, 1976, 1978) zwyciężał w mistrzostwach kraju zdobywając również dwa srebrne (1977, 1980) i brązowy medal (1973). W połowie lat osiemdziesiątych powrócił na dwa sezony do Posnanii. Dla reprezentacji Polski rozegrał dwa mecze międzypaństwowe.
Trenował zespoły juniorskie Polonii Poznań (1972–1980), a następnie drużynę seniorów Posnanii (1986–1989).